# Watashi ga motenai no wa dō kangaetemo omaera ga warui!
Watashi ga motenai no wa dō kangaetemo omaera ga warui! (jap. 私がモテないのはどう考えてもお前らが悪い!; w tłumaczeniu Z której strony nie patrzeć, to wasza wina, że nie jestem popularna), lub skrócona wersja WataMote (jap. ワタモテ) – manga autorstwa duetu znanego pod pseudonimem Nico Tanigawa, publikowana w serwisie Gangan Online wydawnictwa Squre Enix od 4 sierpnia 2011.
Na podstawie mangi studio Silver Link wyprodukowało anime, którego emisja trwała od 8 lipca do 23 września 2013 roku.

## Fabuła
Tomoko Kuroki to popularna licealistka posiadająca 50 lat doświadczenia w randkowaniu z ponad setką chłopaków… w dziewczęcych symulatorach randkowych. W prawdziwym świecie to 15-letnia, zamknięta w sobie dziewczyna, która posiada wszystkie cechy tak zwanego „mojo” (posępnej i niepopularnej kobiety). Jednak gdy w szkole jej się nie powodzi oraz okazuje się, że wcale nie ma takiego wzięcia jak jej się wydawało, bohaterka po raz pierwszy od lat spogląda na swoje odbicie w lustrze, co sprawia, iż dochodzi do szokujących wniosków.

## Bohaterowie
Tomoko Kuroki (jap. 黒木 智子 Kuroki Tomoko)
Seiyū: Izumi Kitta 
Główna bohaterka serii, która jest często przedstawiana jako zdesperowana, samotna i mająca obsesję na punkcie bycia popularną. Jest także zdemoralizowana, często wyobrażając sobie dwuznaczne sytuacje z chłopcami, a także z jej przyjaciółką, Yū.
Tomoki Kuroki (jap. 黒木 智貴 Kuroki Tomoki)
Seiyū: Yuichi Nakamura 
Młodszy brat Tomoko, często oszołomiony zachowaniem siostry. Jest popularnym i utalentowanym piłkarzem.
Yū Naruse (jap. 成瀬 優 Naruse Yū)
Seiyū: Kana Hanazawa 
Najlepsza przyjaciółka Tomoko w gimnazjum, często nazywana Yū-chan (jap. ゆうちゃん).
Kī (jap. きーちゃん Kī-chan)
Seiyū: Rie Kugimiya 
Kuzynka Tomoko, uczennica pierwszej klasy gimnazjum.
Mama Tomoko (jap. 智子の母親 Tomoko no hahaoya)
Seiyū: Risa Hayamizu 
Mama Tomoko i Tomokiego. Martwi się niebezpiecznym zachowaniem córki.
Megumi Imae (jap. 今江 恵美 Imae Megumi)
Przewodnicząca rady uczniowskiej w szkole Tomoko.
Ogino (jap. 荻野)
Nauczyciel WF-u.
Hina Nemoto (jap. 根元 陽菜 Nemoto Hina)
Seiyū: Yūko Kurose 
Koleżanka z klasy Tomoko, rozmawia z nią od czasu do czasu na drugim roku.
Kotomi Komiyama (jap. 小宮山 琴美 Komiyama Kotomi)
Koleżanka Tomoko i Yū ze szkoły podstawowej.